# Auxiliar de limpeza
O auxiliar de limpeza é um profissional que presta serviços de limpeza e conservação de ambientes.

## No Brasil
No Brasil, é um profissional com formação de nível fundamental. Esta classificação profissional se usa para designar àquela pessoa que se dedica profissionalmente ao asseio de lugares públicos e privados, etc., tais como a conservação e limpeza de edifícios e outros locais, além de efetuar a remoção de lixo, fazer lavagem de vidraças e persianas, desentupir ralos e pias e executar outras tarefas da mesma natureza.

## Curso Profissionalizante
De acordo com o programa Pequenas Empresas Grandes Negócios que é exibido na TV Globo aos domingos existe uma empresa em São Paulo chamada Loja do Profissional que faz treinamentos e ajuda pequenos empreendedores do mercado de limpeza e conservação com diversos cursos gratuitos para formação de novos profissionais de acordo com matéria do portal G1 neste link. 